# Zungenpfeife
Die Zungenpfeife (auf Thai ปีลูกแคน – Pi Luk Khaen) ist ein Blasinstrument aus Bambusrohr, welches im  Nordosten von Thailand, dem Isan, gespielt wird. Sie sind etwa 30 cm lang und tragen ein frei schwingendes Metallstück, das an einem Ende befestigt ist. Der Klang wird durch Anblasen erzeugt. Die Pi Luk Khaen werden als Soloinstrument oder in einem Ensemble eingesetzt.